# 内田裕斗
内田 裕斗（うちだ ゆうと、1995年4月29日 - ）は、大阪府茨木市出身の元プロサッカー選手。現役時代のポジションはディフェンダー（サイドバック）、ミッドフィールダー。

## 来歴
中学校時代からガンバ大阪の下部組織に所属。2011年にユースへ昇格し、攻撃力が魅力の左サイドバックとして活躍。年代別代表にも高校1年の頃から名を連ね、FUJI XEROX SUPER CUPの前座試合「NEXT GENERATION MATCH」には2012年から2年連続でU-18Jリーグ選抜に選出された。2012年3月、トップチームに2種登録選手として登録された。翌年も4月からトップチームに選手登録された。
2014年より、ガンバ大阪のトップチームへ昇格（同期昇格は小川直毅）。同年2月、J3に参戦するJリーグ・アンダー22選抜に選手登録された。4月16日、ナビスコカップ鳥栖戦でガンバでの公式戦初出場を果たした。
2015年、徳島ヴォルティスへ期限付き移籍。徳島では主にサイドハーフで起用された。翌2016年、徳島に完全移籍。左サイドのウイングバックとしてレギュラーに定着した。
2020年、サガン鳥栖に完全移籍。9月27日、J1第19節のFC東京戦でJ1初得点を決めた。
2022年、ベガルタ仙台に完全移籍。第21節の徳島戦で移籍後初ゴールを決めた。
2025年1月2日、2024年シーズンをもっての契約満了を発表。
その後はしばらく無所属の状態が続いていたが、2025年5月26日、現役引退及び、大阪府内の一般企業への就職が内定したことを発表した。

## 所属クラブ
- 2002年 - 2007年 水尾SC
- 2008年 - 2010年 ガンバ大阪ジュニアユース
- 2011年 - 2013年 ガンバ大阪ユース（追手門学院高等学校）
  - 2012年 - 2013年 ガンバ大阪（2種登録選手）
- 2014年 - 2015年 ガンバ大阪
  - 2014年 - 2015年 Jリーグ・アンダー22選抜
  - 2015年 徳島ヴォルティス（期限付き移籍）
- 2016年 - 2019年 徳島ヴォルティス
- 2020年 - 2021年 サガン鳥栖
- 2022年 - 2024年 ベガルタ仙台

## 個人成績
| 国内大会個人成績 | 国内大会個人成績 | 国内大会個人成績 | 国内大会個人成績 | 国内大会個人成績 | 国内大会個人成績 | 国内大会個人成績 | 国内大会個人成績 | 国内大会個人成績 | 国内大会個人成績 | 国内大会個人成績 | 国内大会個人成績 |
| 年度             | クラブ           | 背番号           | リーグ           | リーグ戦         | リーグ戦         | リーグ杯         | リーグ杯         | オープン杯       | オープン杯       | 期間通算         | 期間通算         |
| 年度             | クラブ           | 背番号           | リーグ           | 出場             | 得点             | 出場             | 得点             | 出場             | 得点             | 出場             | 得点             |
| 日本             | 日本             | 日本             | 日本             | リーグ戦         | リーグ戦         | リーグ杯         | リーグ杯         | 天皇杯           | 天皇杯           | 期間通算         | 期間通算         |
| ---------------- | ---------------- | ---------------- | ---------------- | ---------------- | ---------------- | ---------------- | ---------------- | ---------------- | ---------------- | ---------------- | ---------------- |
| 2014             | G大阪            | 23               | J1               | 0                | 0                | 1                | 0                | 0                | 0                | 1                | 0                |
| 2015             | 徳島             | 19               | J2               | 26               | 2                | -                | -                | 1                | 1                | 27               | 3                |
| 2016             | 徳島             | 19               | J2               | 31               | 1                | -                | -                | 2                | 0                | 33               | 1                |
| 2017             | 徳島             | 19               | J2               | 21               | 3                | -                | -                | 0                | 0                | 21               | 3                |
| 2018             | 徳島             | 19               | J2               | 26               | 1                | -                | -                | 1                | 0                | 27               | 1                |
| 2019             | 徳島             | 7                | J2               | 37               | 2                | -                | -                | 1                | 0                | 38               | 2                |
| 2020             | 鳥栖             | 6                | J1               | 23               | 1                | 1                | 0                | -                | -                | 24               | 1                |
| 2021             | 鳥栖             | 6                | J1               | 1                | 0                | 3                | 0                | 0                | 0                | 4                | 0                |
| 2022             | 仙台             | 41               | J2               | 34               | 1                | -                | -                | 0                | 0                | 34               | 1                |
| 2023             | 仙台             | 41               | J2               | 24               | 1                | -                | -                | 0                | 0                | 24               | 1                |
| 2024             | 仙台             | 41               | J2               | 6                | 0                | 0                | 0                | 1                | 0                | 7                | 0                |
| 通算             | 日本             | 日本             | J1               | 24               | 1                | 5                | 0                | 0                | 0                | 29               | 1                |
| 通算             | 日本             | 日本             | J2               | 205              | 11               | 0                | 0                | 6                | 1                | 211              | 12               |
| 総通算           | 総通算           | 総通算           | 総通算           | 229              | 12               | 5                | 0                | 6                | 1                | 240              | 13               |

その他の公式戦
| 2014   | J-22   | -      | J3     | 6 | 0 | 6 | 0 |
| 2015   | J-22   | -      | J3     | 0 | 0 | 0 | 0 |
| 通算   | 日本   | 日本   | J3     | 6 | 0 | 6 | 0 |
| 総通算 | 総通算 | 総通算 | 総通算 | 6 | 0 | 6 | 0 |

- Jリーグ初出場 - 2014年3月9日 J3第1節 vsFC琉球（沖縄県総合運動公園陸上競技場）
- Jリーグ初得点 - 2015年4月5日 J2第6節 vsファジアーノ岡山（鳴門･大塚スポーツパークポカリスエットスタジアム）

## タイトル

### クラブ
ガンバ大阪ジュニアユース
- JFAプレミアカップ：1回（2009年）
- 関西サッカーリーグ (U-15)サンライズリーグ：1回（2010年）

ガンバ大阪ユース
- 高円宮杯U-18サッカーリーグ プリンスリーグ関西1部：1回（2012年）

ガンバ大阪
- Jリーグ ディビジョン1：1回（2014年）
- ナビスコカップ：1回（2014年）
- 天皇杯：1回（2014年）

## 代表歴
- U-16日本代表
- U-17日本代表
- U-18日本代表
  - AFC U-19選手権2014 (予選)
- U-18 Jリーグ選抜
  - NEXT GENERATION MATCH（2013年）
- U-19日本代表